# Synagoga Kopszer Szul w Dyneburgu
Synagoga Kopszer Szul w Dyneburgu (ros. Большая общественная синагога, Копшер шул) – żydowska bóżnica położona w Dyneburgu przy ul. Lāčplēša 39. 
Została zbudowana w 1840 i znajdowała się opodal synagog Frydlanda (Lāčplēša 11), Handlowców (61), Stolarzy (67). Mogła pomieścić 220 wiernych. 
Była jedną z ponad 40 synagog w Dyneburgu (1920-1940).